# Lättinge

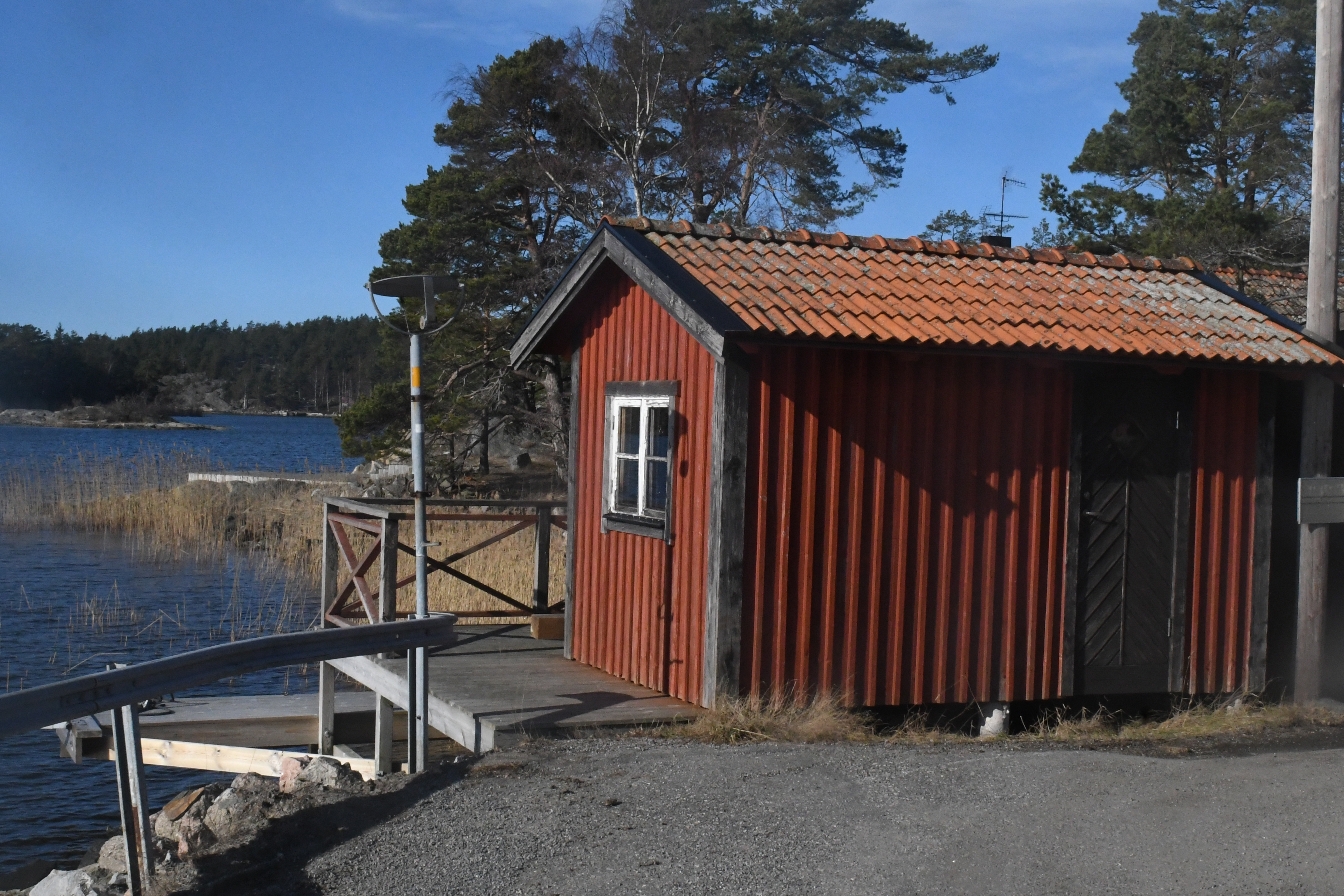
Semafor och bod vid bryggan i Lättinge.

Lättinge är en by med brygga vid Varnäsfjärden på Ornö i Ornö socken, Haninge kommun.
Lättinge omtalas i dokument första gången 1539, och beboddes då av en kronoskärtorpare. Bäckarna som rinner genom från mossarna och sjöarna längre in på Ornö utnyttjades tidigt för vattenkvarnar och 1637 uppfördes en masugn vid Lättinge för som utnyttjade vattenkraften. Den drevs med malm från Utö gruvor och var i drift fram till slutet av 1600-talet. Slaggsten från masugnen har bland annat använts som vägfyllning på Ornö. Den senaste kvarnen uppfördes efter rysshärjningarna 1719. Den lydde under Sundby säteri men arrenderades ut till mjölnarna och var i drift ända fram till 1955. Under 1960-talet byggdes kvarnen om till fritidshus.

## Källor

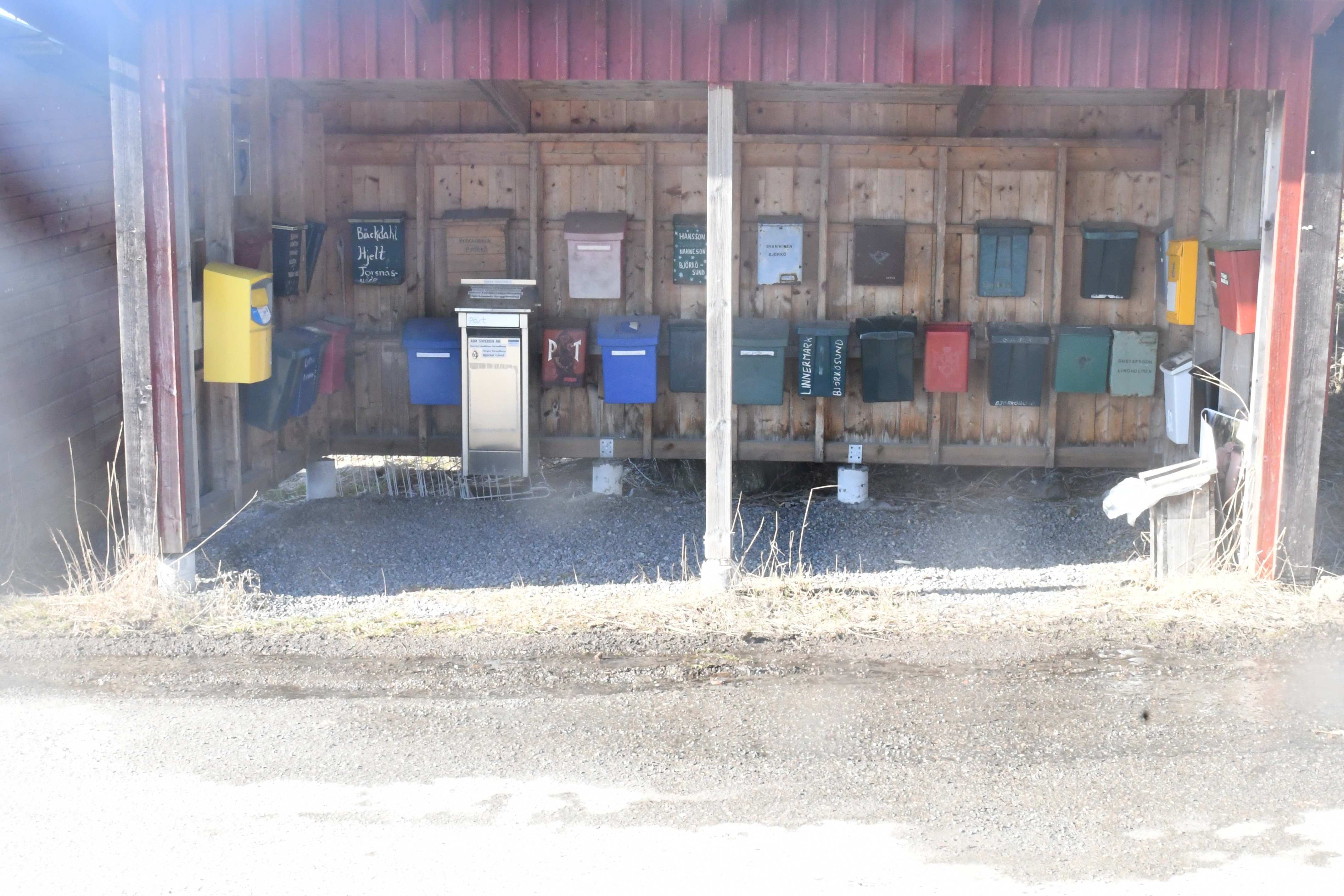
Väntkur med brevlådor.